# Учасники російсько-української війни К
Учасники російсько-української війни, прізвища яких починаються з літери К:

## Каб— Каф
1. Каадзе Георгій Патонович
2. Кабак Михайло Григорович
3. Кабаков Дмитро Володимирович
4. Кабалюк Дмитро Васильович
5. Кабаненко Сергій Анатолійович
6. Кабанець Микола Миколайович
7. Кабанов Петро Григорович
8. Кабанов Сергій Леонідович
9. Кабушка Мирослав Олексійович
10. Кабюк Іван Дмитрович
11. Кава Богдан Михайлович
12. Кавацюк Михайло Іванович
13. Кавка Андрій Іванович
14. Кавка Іван[1]
15. Кавун Олександр Васильович
16. Кагал Максим Володимирович
17. Кагальняк Андрій Германович
18. Каганюк Петро Миколайович
19. Кагарлицький Денис Володимирович
20. Кадура Олексій Володимирович[2]
21. Казаков Андрій Миколайович
22. Казанцев Євген Геннадійович
23. Казанцев Михайло Анатолійович[3]
24. Казаченко Андрій Володимирович
25. Казбан Максим Олександрович
26. Казимиров Віталій Петрович
27. Казирід Анатолій Миколайович
28. Казімір Олексій Костянтинович[4]
29. Казіміров Євген Вікторович
30. Казміров Олександр Вікторович
31. Казмірчук Валерій Феофанович
32. Казнадій Сергій[5]
33. Кайда Олексій Петрович
34. Кайдан Артем[6]
35. Какалюк Олександр Валентинович
36. Калагурський Богдан Петрович
37. Калакун Віталій Анатолійович
38. Калафатов Ігнат Сергійович
39. Калашник Микола Олександрович
40. Калашников Олександр Андрійович
41. Калаянов Олександр Іванович
42. Калембет Дмитро Сергійович
43. Каленський Антон Борисович
44. Каленський Віталій Михайлович
45. Каленченко Віталій В'ячеславович
46. Каленчук Віталій Степанович
47. Каленюк Олександр Миколайович
48. Каленюк Роман Миколайович
49. Калин Ігор Васильович
50. Калиневич Михайло Ярославович
51. Калиновський Олександр Геннадійович
52. Калиновський Сергій Миколайович
53. Калинюк Олексій Сергійович
54. Калита Олександр Васильович
55. Калита Тарас Миронович
56. Калитюк Олександр Романович
57. Калитюк Сергій Миколайович
58. Калиш Андрій Володимирович[7]
59. Калиш Олександр Павлович
60. Каліберда Артем Миколайович
61. Каліберда Сергій Володимирович
62. Калієвський Владислав Ігорович
63. Калін Микита[8]
64. Калінін Віталій Прокопович
65. Калінін Олександр Володимирович
66. Калінін Сергій Володимирович
67. Калінін Юрій Володимирович
68. Калініченко Євгеній Віталійович
69. Калінський Едуард Миколайович
70. Калінченко Володимир Володимирович
71. Калінчук Анатолій Миколайович
72. Калмиков Олександр Віталійович
73. Калуцький Ілля Сергійович
74. Калуш Руслан Петрович
75. Калюжний Олександр Іванович
76. Калюжний Олексій Володимирович
77. Калюжний Сергій Вікторович
78. Калюпін Володимир Сергійович
79. Каляєв Олексій Олександрович
80. Камардін Едуард Русланович
81. Камза Олег Андрійович
82. Камнєв Олександр Володимирович
83. Кам'янчин Іван Миколайович
84. Камаганцев Анатолій Валерійович
85. Каменєв Денис Сергійович
86. Каменюк Олександр Олександрович
87. Камзінов Шайдулла Хайруллович
88. Камінський Андрій Ігорович
89. Камінський Антон Олександрович
90. Камінський Ігор Васильович
91. Камінський Маріс Айдинович
92. Камінський Сергій Васильович
93. Каморянський Михайло Ярославович
94. Канаров Андрій Георгійович
95. Кандалюк Віктор Вікторович
96. Кандауров Олександр Володимирович
97. Кандела Володимир Васильович
98. Кандиба Роман Олександрович
99. Кандиба Сергій Михайлович
100. Кандяк Володимир Іванович
101. Канзафаров Собір Ільдарович[9]
102. Канонік Петро Миколайович
103. Кантор Ігор Володимирович
104. Канцер Дмитро Анатолійович
105. Канюк Юрій Ігорович
106. Канюк Юрій[10]
107. Капанюк Андрій Васильович
108. Капацій Роман Володимирович
109. Капаць Василь Степанович
110. Капелюшок Андрій Михайлович
111. Капись Олександр Володимирович
112. Капінос Микола Михайлович
113. Капінус Віталій Анатолійович
114. Капінус Микита Володимирович
115. Капітоненко Євген Миколайович
116. Капітула Володимир Вікторович
117. Капітула Володимир Вікторович
118. Капітула Дмитро Вікторович
119. Капітула Олександр Вікторович[11]
120. Капітула Петро Андрійович
121. Капітула Ярослав Віталійович
122. Капічун Олександр Валерійович
123. Капканець Олег[12]
124. Капковський Андрій Миколайович
125. Капланчук Микола Валерійович
126. Каплета Юрій Андрійович
127. Каплін Дмитро Олександрович
128. Каплінський Олександр Валерійович
129. Каплун Олександр Петрович
130. Каплуненко Ігор Валентинович
131. Каплунов Дмитро Віталійович
132. Каплунов Олександр Миколайович
133. Каплуновський Андрій Васильович
134. Каплуновський Станіслав Олексійович
135. Капля Олексій Анатолійович
136. Капля Сергій Олександрович
137. Капригор Єгор Олександрович
138. Капріца Максим Михайлович
139. Каптованець Мар'ян Романович
140. Капуста Микола Миколайович
141. Капустинський Василь-Яків Григорович
142. Капустяк Юрій Володимирович
143. Капустян Олексій Віталійович
144. Капуш Іван Михайлович
145. Капуш Олександр Васильович
146. Капчур Андрій Володимирович
147. Карабан Артем Олександрович
148. Карабін Сергій Ігорович
149. Карабінович Андрій Михайлович
150. Каравайський Богдан Ігорович
151. Караков Олександр Садійович
152. Караконстантин Федір Федорович
153. Каракула Віталій Олександрович
154. Карамов Олег Олегович
155. Каран Дмитро Борисович
156. Карапиш Ілля Олександрович
157. Карасевич Олександр[13]
158. Карасик Олександр Іванович
159. Карась Володимир Васильович
160. Карась Євген Васильович
161. Карась Євген Олександрович
162. Карась Роман Валентинович
163. Карась Юрій Леонідович
164. Карасьов Олександр Сергійович
165. Каратєєв Валерій Анатолійович
166. Караульний Олександр Васильович
167. Караульщук Вадим Павлович
168. Карачевський Станіслав Володимирович
169. Караченцев Олександр Юрійович
170. Карачов Олександр Володимирович
171. Карачун Володимир Миколайович
172. Карбан Анатолій Євгенович
173. Карбан Дмитро Сергійович
174. Карбенюк Микола Борисович
175. Карбівничий Сергій Васильович
176. Карбівський Юрій Леонідович
177. Карбовський Дмитро Олексійович
178. Карватко Богдан Владиславович
179. Карвацький Дмитро Віталійович
180. Каргальськов Тарас Олександрович
181. Кардаш Микола Іванович
182. Кареник Віктор Михайлович
183. Карий Ростислав Вікторович
184. Карлаш Олексій Анатолійович
185. Карлійчук Ярослав Васильович
186. Каржау Євгеній Кадимович
187. Карлатян Станіслав Володимирович
188. Кармазін Володимир Петрович
189. Кармазін Юрій Миколайович
190. Кармільчик Олександр Валентинович
191. Карнаух Віктор Вікторович
192. Карнаухов Микола Миколайович
193. Карнаухов Сергій Олександрович
194. Карпа Тарас Степанович
195. Карпенко Валерій Олегович
196. Карпенко Василь Васильович
197. Карпенко Віталій Вікторович[14]
198. Карпенко Геннадій Григорович
199. Карпенко Григорій Миколайович
200. Карпенко Дмитро Володимирович
201. Карпенко Кирило Олексійович
202. Карпенко Леонід Олександрович
203. Карпенко Микола Сергійович
204. Карпенко Михайло Олександрович
205. Карпенко Олександр Анатолійович
206. Карпенко Олександр Борисович
207. Карпенко Олександр Григорович
208. Карпенко Сергій Іванович
209. Карпенко Сергій Миколайович
210. Карпенко Сергій Олександрович
211. Карпенко Станіслав Сергійович
212. Карпенко Ян Іванович[15]
213. Карпець Андрій Геннадійович
214. Карпець Владислав Петрович
215. Карпець Руслан Володимирович
216. Карпинський Станіслав Віталійович
217. Карпика Олександр Віталійович
218. Карпінський Андрій Юрійович
219. Карпо Сергій Едуардович
220. Карпов Артем Сергійович
221. Карпов Олександр Олександрович (військовослужбовець)
222. Карпунін Валерій Володимирович
223. Карпунін Максим Олександрович
224. Карпюк Андрій Миколайович
225. Карпюк Владислав Олександрович
226. Карпюк Дмитро Михайлович
227. Карпюк Олексій Олександрович
228. Карпюк Тарас Юрійович
229. Карп'юк В'ячеслав Васильович[16]
230. Карп'юк Ілля Петрович
231. Картавий Олександр Миколайович
232. Картвелішвілі Сандро Георгійович
233. Каршень Андрій Михайлович
234. Касір Ігор Васильович
235. Касіч Костянтин Павлович
236. Каспров Сергій Васильович
237. Касяненко Віталій Васильович
238. Касяненко Ігор Іванович
239. Касянчук Григорій Васильович
240. Кас'яненко Олексій Олександрович
241. Касянчук Роман Васильович
242. Касянчук Роман Олександрович
243. Касьянов Андрій[17]
244. Касьянов Олексій Андрійович
245. Касьянов Сергій Олексійович
246. Катана Богдан Васильович
247. Катанов Віктор Володимирович
248. Катеринич Сергій Миколайович
249. Катеринчик Василь Юрійович
250. Катеринчук Михайло В'ячеславович
251. Катеринюк Олександр Вікторович
252. Катинський Володимир Миколайович
253. Катішов Віталій Федорович
254. Катков Андрій Олександрович
255. Катмаков Гліб Борисович
256. Катрич В'ячеслав Степанович
257. Катрич Олег Володимирович
258. Катрич Олександр Васильович[18]
259. Катрук Іван Іванович
260. Каушан Володимир Сергійович
261. Фінбар Кафферкі

## Кац— Кія
1. Кацабін Сергій Борисович
2. Кацалап Василь Іванович
3. Каціон Олесь Михайлович
4. Качан Валерій Анатолійович
5. Качан Валерій Васильович
6. Качан Сергій Миколайович
7. Качанов Андрій Володимирович
8. Качинський Владислав Євгенович
9. Качкалда Єгор Миколайович
10. Качкалда Микола Миколайович
11. Качкін Володимир Геннадійович
12. Качмар Василь Михайлович
13. Качмар Олег Петрович
14. Качур Іван Іванович
15. Качур Роман Володимирович
16. Качуринець Олександр Анатолійович
17. Качуровський Ярослав Михайлович
18. Кашапов Артур Маратович
19. Кашеваров Олександр В'ячеславович
20. Кашковар Костянтин Ігорович
21. Кашлаков Василь Олегович
22. Кашнікович Назарій Едуардович
23. Кашпірський Павло Іванович
24. Кашпур Роман Олександрович
25. Каштальян Михайло Арсенійович
26. Кашеба Василь[19]
27. Кашуба Юлія Володимирівна
28. Кашуба Ярослав[20]
29. Кашубін Ярослав Ігорович
30. Кащенко Дмитро Валерійович
31. Кащук Олег Володимирович
32. Каюмов Олег Ахмедович
33. Каюн Сергій Володимирович
34. Квапиш Максим Віталійович
35. Бадрі Кварацхелія[21]
36. Кварцяни Михайло Андрійович
37. Квас Вячеслав Валерійович
38. Квасков Євген Ігорович
39. Квасниця Роман Сергійович
40. Квасний Захар Андрійович
41. Кватюра Роман Ярославович
42. Квач Орест Арсенович
43. Кваша Михайло Дмитрович
44. Кваша Ніна Петрівна
45. Квілінський Ян Владиславович[22]
46. Квітка Олександр Володимирович
47. Кеда Дмитро Юрійович
48. Мамука Кекелія[23]
49. Келембет Олександр Михайлович
50. Крістофер Джеймс Кемпбелл
51. Кердун Андрій Юрійович
52. Керечанин Євген Миколайович
53. Керичинський Ярослав Олегович
54. Керімов Алі Айдинович
55. Керімов Алім Мухтарович
56. Керзун Роман Петрович
57. Керницький Назар Аскольдович
58. Керничний Геннадій Русланович
59. Керничний Максим Сергійович
60. Керніцький Сергій Володимирович
61. Керод Станіслав Олегович
62. Кеслер Віктор Олександрович
63. Кибальников Михайло Олександрович
64. Кива Владислав Миколайович
65. Кизило Андрій Олександрович
66. Килимник Олександр Володимирович
67. Кипенко Дмитро Олександрович
68. Кирейчиков Антон Вікторович
69. Кирєєв Артур Юрійович
70. Кириєнко Юрій Володимирович
71. Кириленко Максим Борисович
72. Кириленко Олександр Станіславович
73. Кириленко Олександр Миколайович
74. Кириленко Сергій Володимирович
75. Кирилишин Ігор Климентійович
76. Кирилов Антон Сергійович
77. Кирилов В'ячеслав Юрійович
78. Кириловський Віталій Анатолійович
79. Кирилюк Василь Сергійович
80. Кирилюк Денис Миколайович
81. Кирилюк Олександр Валерійович (1983—2024), житель села Горбаків, загинув 14 січня 2023 року під час боїв на Запоріжжі[24].
82. Кирилюк Олександр Георгійович
83. Кирилюк Олександр Якович
84. Кирильчук Андрій Володимирович
85. Кирильчук Олексій Володимирович
86. Кириченко Володимир Миколайович (військовик)
87. Кириченко Данило Костянтинович
88. Кириченко Євген Олександрович
89. Кириченко Ігор Іванович
90. Кириченко Ілля Олександрович
91. Кириченко Олександр Петрович
92. Кириченко Олександр Сергійович
93. Кириченко Петро Степанович
94. Кириченко Тарас Володимирович
95. Кириченко Юрій Олександрович
96. Киричок Тарас Володимирович
97. Киричук Максим Юрійович
98. Киричук Сергій Володимирович
99. Киркач-Антоненко Віталій Володимирович
100. Кирник Артем Валерійович
101. Кирпач Олександр Юрійович
102. Кирющенков Володимир Вікторович
103. Киряхно Дмитро Миколайович
104. Кисельов Віктор Сергійович
105. Кисельов Володимир Володимирович
106. Кисельов Денис В'ячеславович
107. Кисельов Ігор Леонідович
108. Кисельов Сергій Олександрович (військовик)
109. Кисиленко Юрій Петрович
110. Кисільов Леонід Леонідович
111. Кисленко Олександр Олександрович
112. Кислий Олексій Анатолійович
113. Кислий Павло Олександрович
114. Кислицький Олег Володимирович
115. Кисорець Олександр Степанович
116. Китайський Ростислав Сергійович
117. Кифоренко Борис Борисович
118. Кифоренко Сергій Петрович
119. Кича Віктор Павлович
120. Кицелюк Андрій Миколайович
121. Кишенко Іван Васильович
122. Киян Володимир Петрович
123. Киян Костянтин Миколайович
124. Киянченко Іван Валерійович
125. Кігітов Єгор Андрійович
126. Кідон Роман Анатолійович
127. Кізім Петро Анатолійович
128. Кійко Віталій Петрович[25]
129. Кікоть Павло Васильович
130. Кіктенко Гордій Олексійович
131. Кілафли Олександр Дмитрович
132. Кіліян Ярослав Зеновійович
133. Кільян Орест Васильович
134. Кім Максим Петрович
135. Кім Олексій Сергійович
136. Кінах Олександр Васильович
137. Кінаш Зіновій Іванович
138. Кінаш Іван Іванович
139. Кіндзерський Валерій Валерійович
140. Кіндрат Дмитро Іванович
141. Кіндрацький Василь Михайлович
142. Кіндрук Олександр Андрійович
143. Кіндяков Ігор[26]
144. Кінерт Денис Вікторович
145. Кінша Олександр Геннадійович
146. Кіньшин Антон Сергійович
147. Кіньшина Юлія Володимирівна
148. Кіор Олег Ігорович
149. Кіпішинов Геннадій Юрійович
150. Кіпрітіді Віктор[27]
151. Кіреєв Антон Аркадійович
152. Кірейонок Євгеній Дмитрович
153. Кірись Олексій Сергійович
154. Кірієнко Олександр Вікторович
155. Кіріленко Олег Валерійович
156. Кіріллов Даніл Олександрович
157. Кіріс Василь Васильович
158. Кірічек В'ячеслав Вікторович
159. Кірпалов Віталій[28]
160. Кірсанов Олександр Миколайович
161. Кірчик Максим Володимирович[29]
162. Кірьяк Аркадій Генадійович
163. Кірюхін Юрій Петрович
164. Кіс Роберт Петрович
165. Кіселар Федір Федорович
166. Кісельов Ігор Олександрович
167. Кісенко Сергій[30]
168. Кісіль Роман Миколайович
169. Кіслов Максим Андрійович
170. Кіслов Михайло Олександрович
171. Кісловський Віктор Олександрович
172. Кістерний Ігор Миколайович
173. Кіт Дмитро Дмитрович
174. Кіт Максим Вадимович
175. Кітновський Олексій Володимирович
176. Кітов Андрій Сергійович
177. Кітраль Тарас Іванович
178. Кітугін Максим Олегович
179. Кіхтяк Ігор Ярославович
180. Кіц Костянтин Ігорович
181. Кічун Віктор[19]
182. Кіш Михайло Валерійович
183. Кіш Станіслав Іванович
184. Кішка Микола Васильович
185. Кіяниця Микола Миколайович
186. Кіяновський Костянтин Михайлович
187. Кащук Руслан Богданович
188. Кіященко Вікторія Володимирівна

## Кла— Ков
1. Класс Даніель[31]
2. Клаус Олег Робертович
3. Клевчук Іван В'ячеславович
4. Клемешев Сергій Сергійович
5. Клемпоуз Галина Ігорівна
6. Клепач Володимир Михайлович
7. Клепач Павло Богданович
8. Клепіков Олександр Сергійович
9. Клеценко Анатолій Сергійович
10. Клецько Сергій Олексійович
11. Клєвакін Павло Олександрович
12. Клим Олег Іванович
13. Климбовський Олег Федорович
14. Клименко Артем Сергійович
15. Клименко Василь Олексійович
16. Клименко Віктор Миколайович
17. Клименко Володимир Петрович
18. Клименко Володимир Федорович (військовик)
19. Клименко Дмитро Васильович
20. Клименко Євген Віталійович
21. Клименко Євген Олександрович
22. Клименко Євген Сергійович
23. Клименко Ігор Валерійович
24. Клименко Максим Юрійович
25. Клименко Микола Олегович
26. Клименко Олександр Анатолійович
27. Клименко Олег Сергійович
28. Клименко Павло Сергійович
29. Клименко Руслан Іванович
30. Клименко Сергій Володимирович
31. Клименко Сергій Миколайович
32. Клименко Юрій Володимирович
33. Клименков Сергій Петрович
34. Климентьєв Леонід Русланович
35. Климець Микола Вікторович
36. Климін Андрій Миколайович
37. Климов Артем Дмитрович
38. Климчук Валентин Васильович
39. Климчук Віталій Володимирович
40. Климчук Леонід Олександрович
41. Климчук Сергій Дмитрович
42. Климчук Степан Іванович[32]
43. Климчук Микола Миколайович (генерал)
44. Климюк Ігор Павлович
45. Клівенко Юрій Федорович
46. Клікич Олександр[33]
47. Клімін Володимир Олегович
48. Клімов Борис Вікторович
49. Клімов Роман Робертович
50. Клічук Олексій Михайлович
51. Кліщак Сергій Володимирович
52. Кліщевський Андрій Миколайович
53. Кліщевський Денис Миколайович
54. Кліщук Владислав Ігорович
55. Клодзінський Ігор Ігорович
56. Клодніцький Михайло Михайлович
57. Клокун Максим
58. Клоноз Руслан Іванович
59. Клочан Олександр Вікторович
60. Клочко Андрій Вікторович
61. Клочко Костянтин Миколайович
62. Клочков Олег Миколайович
63. Клошник Орест Васильович
64. Клубов Олег Володимирович
65. Клушин Олександр Сергійович
66. Клюфас Олег Мирославович
67. Кльоб Микола Іванович
68. Клюєв Сергій Борисович
69. Ключка Віталій Володимирович
70. Ключка Олександр Сергійович
71. Ключник Сергій Валентинович
72. Ключник Сергій Миколайович
73. Ключников Ігор Євгенович
74. Кльофа Тарас Григорович
75. Кміть Ярослав Романович
76. Книгиницький Володимир Федорович
77. Книжник Олег Володимирович
78. Книрик Андрій Володимирович
79. Книш Леонід Олександрович
80. Книш Олександр Олександрович
81. Князєв Іван Сергійович
82. Князєв Сергій Миколайович
83. Кобас Ігор Володимирович
84. Кобенко Дмитро Ігорович
85. Кобенко Олексій Сергійович
86. Коберник Олександр Петрович
87. Кобернюк Василь Іванович
88. Кобець Михайло Олександрович
89. Кобець Сергій Володимирович
90. Кобзар Борис Сергійович
91. Кобзовщук Олександр Олександрович
92. Кобизь Сергій Олександрович
93. Кобизький Віктор[34]
94. Кобилецький Володимир Романович
95. Кобилінський Микола Віталійович
96. Кобилкін Денис Олександрович
97. Кобилянський Володимир Іванович
98. Кобилянський Мирослав
99. Кобильник Андрій Петрович
100. Кобринюк Микола Миколайович
101. Кобрік Костянтин Миколайович
102. Кобільник Микола Мар'янович
103. Кобченко Олег Олександрович
104. Кобченко Сергій Геннадійович
105. Ковалевський Іраклій Едуардович
106. Ковалевський Олег Станіславович
107. Коваленко Андрій Андрійович
108. Коваленко Антон Ростиславович
109. Коваленко Артемій Олександрович
110. Коваленко Богдан Сергійович
111. Коваленко Віктор Васильович
112. Коваленко Віктор Олександрович
113. Коваленко Володимир Андрійович
114. Коваленко Володимир Петрович
115. Коваленко Володимир Юрійович
116. Коваленко Денис Геннадійович
117. Коваленко Дмитро Анатолійович
118. Коваленко Євген Федорович
119. Коваленко Ігор Олександрович
120. Коваленко Максим Андрійович
121. Коваленко Максим Миколайович
122. Коваленко Микола Миколайович
123. Коваленко Микола Миколайович (старшина)
124. Коваленко Олег Миколайович
125. Коваленко Олег Миколайович (офіцер)
126. Коваленко Олег Миколайович (солдат)
127. Коваленко Олександр Володимирович
128. Коваленко Олександр Миколайович (солдат)
129. Коваленко Олександр Олександрович (військовик)
130. Коваленко Олександр Сергійович
131. Коваленко Олексій Володимирович
132. Коваленко Олексій Олександрович
133. Коваленко Петро Миколайович
134. Коваленко Сергій Олегович
135. Коваленко Сергій Олександрович (військовик)
136. Коваленко Сергій Олексійович[35]
137. Коваленко Тарас Сергійович
138. Коваленко Юрій Вікторович
139. Коваленко Юрій Михайлович
140. Ковалик Антон Вікторович
141. Ковалик Андрій Сергійович
142. Ковалик Василь Степанович
143. Ковалик Марія Миколаївна
144. Ковалик Олександр Сергійович
145. Ковалишин Микола Михайлович
146. Ковалишин Олег Ярославович
147. Ковалівський Олександр Юрійович
148. Ковалюк Андрій Леонідович
149. Ковалюк Ігор Валентинович[36]
150. Коваль Анатолій Анатолійович
151. Коваль Анатолій Олександрович
152. Коваль Василь Володимирович
153. Коваль Василь Миколайович
154. Коваль Віктор Васильович
155. Коваль Віктор Олександрович[37]
156. Коваль Віталій Борисович
157. Коваль Віталій Володимирович
158. Коваль Володимир Валентинович
159. Коваль Володимир Володимирович
160. Коваль Володимир Григорович[15]
161. Коваль Володимир Михайлович
162. Коваль Євген Миколайович
163. Коваль Іван Володимирович
164. Коваль Іван Ярославович
165. Коваль Костянтин Валерійович
166. Коваль Максим Олександрович (24 ОМБр)
167. Коваль Максим Олександрович (25 ОПДБр)
168. Коваль Михайло Андрійович
169. Коваль Михайло[38]
170. Коваль Наталія Валентинівна
171. Коваль Олег Володимирович
172. Коваль Олег Миколайович
173. Коваль Олександр Олександрович
174. Коваль Павло Миколайович
175. Коваль Роман Борисович
176. Коваль Роман Сергійович
177. Коваль Сергій Васильович
178. Коваль Тарас Миколайович[39]
179. Коваль Юрій Вікторович
180. Коваль Юрій Геннадійович
181. Коваль Юрій Миколайович
182. Ковальов Андрій Євгенович[40]
183. Ковальов Владислав Вікторович
184. Ковальов В'ячеслав Ярославович
185. Ковальов Іван Леонідович
186. Ковальов Костянтин Георгійович
187. Ковальов Олександр Володимирович
188. Ковальов Сергій Андрійович
189. Ковальов Юрій Анатолійович[41]
190. Ковальовський Іван Іванович
191. Ковальський Валентин Геннадійович[42]
192. Ковальський Володимир Анатолійович[14]
193. Ковальський Володимир[43]
194. Ковальський Анатолій Вікторович
195. Ковальський Геннадій Сергійович
196. Ковальський Михайло Євгенович
197. Ковальський Павло Васильович
198. Ковальський Павло Олегович
199. Ковальський Тарас Володимирович
200. Ковальчин Олег Юрійович
201. Ковальчук Анатолій Миколайович
202. Ковальчук Андрій Миколайович
203. Ковальчук Андрій Романович
204. Ковальчук Андрій Трохимович
205. Ковальчук Віктор Вікторович
206. Ковальчук Віктор Євгенович
207. Ковальчук Віктор Сергійович
208. Ковальчук Віталій Леонідович
209. Ковальчук Віталій Олександрович
210. Ковальчук Володимир Іванович
211. Ковальчук Володимир Михайлович
212. Ковальчук Денис Олександрович
213. Ковальчук Євген Володимирович
214. Ковальчук Євген Олександрович
215. Ковальчук Зоряна Степанівна
216. Ковальчук Ігор Борисович
217. Ковальчук Костянтин Миколайович
218. Ковальчук Максим Вікторович
219. Ковальчук Микола Михайлович (вояк)
220. Ковальчук Михайло Володимирович
221. Ковальчук Олег Васильович
222. Ковальчук Олександр Вікторович
223. Ковальчук Олександр Володимирович
224. Ковальчук Олександр Володимирович
225. Ковальчук Олександр Іванович (військовик)
226. Ковальчук Сергій Вікторович
227. Ковальчук Сергій Михайлович
228. Ковальчук Сергій Петрович
229. Ковальчук Юрій Анатолійович
230. Ковальчук Юрій Леонідович
231. Ковальчук Юрій Олександрович
232. Ковач Адальберт Адальбертович
233. Ковачевич Станіслав Володимирович
234. Ковбаса Олег Вікторович
235. Ковбаса Олександр Сергійович
236. Ковбасюк Андрій Леонідович
237. Ковбасюк Олесь Петрович
238. Ковенєв Юрій Олексійович
239. Коверзнев Іван Юрійович
240. Ковєшніков Сергій Іванович
241. Ковилін Василь Олександрович
242. Ковіта Сергій Валентинович
243. Ковирзін Станіслав Олександрович
244. Ковкрак Андрій Володимирович
245. Коворотний Сергій Володимирович
246. Коврига Сергій Володимирович
247. Ковнацький Олександр Людвігович
248. Ковнацький Сергій Миколайович
249. Ковташ Андрій Васильович
250. Ковтун Антон Миколайович
251. Ковтун Василь Анатолійович[44][45]
252. Ковтун Євген Леонідович
253. Ковтун Максим Володимирович
254. Ковтун Олександр Володимирович
255. Ковтун Олександр Григорович
256. Ковтун Олександр Іванович[46]
257. Ковтун Сергій Леонтійович
258. Ковтун Станіслав Григорович
259. Ковтуненко Олександр Юрійович
260. Ковцур Юрій Віталійович
261. Ковшар Станіслав Вікторович

## Ког— Кон
1. Коган Андрій Ігорович
2. Коган Дмитро Олександрович
3. Когут Володимир Сергійович
4. Когут Лариса Олексіївна
5. Кодачигов Вадим Едуардович
6. Кодрик Дмитро Юрійович
7. Кожевніков Сергій Олегович
8. Кожедуб Володимир Вікторович
9. Кожевніков Євген Валентинович
10. Кожемяко Всеволод Сергійович
11. Коженко Володимир Олександрович
12. Кожокар Дмитро Олександрович
13. Кожокар Олександр Миколайович
14. Кожурін Віктор Володимирович
15. Кожухівський Дмитро Олександрович
16. Кожухов Борис Євгенович
17. Кожушко Олександр Сергійович (солдат)
18. Кожушко Олександр Сергійович (старший солдат)
19. Коза Денис Євгенович
20. Козак Богдан Михайлович
21. Козак Борис Сергійович
22. Козак Василь Михайлович
23. Козак Віктор Олександрович
24. Козак Віталій Володимирович
25. Козак Віталій Михайлович
26. Козак Володимир Миколайович
27. Козак Дмитро
28. Козак Мар'ян Іванович
29. Козак Микола Васильович
30. Козак Олександр Анатолійович
31. Козак Сергій Якович
32. Козак Степан Іванович[47]
33. Козак Тарас Євгенович
34. Козакевич Валентин Віталійович
35. Козаков Богдан Володимирович
36. Козаков Сергій Васильович
37. Козакул Юрій Борисович
38. Козарук Петро Михайлович
39. Козаченко Андрій Євгенович
40. Козаченко Антон Іванович
41. Козаренко Роман Вікторович
42. Козачек Богдан Петрович
43. Козаченко Денис Юрійович
44. Козаченко Олексій Степанович
45. Козаченко Сергій Сергійович
46. Козачинський Ярослав Іванович
47. Козачок Олександр Олександрович[48]
48. Козачонок Дмитро Валерійович
49. Козачонок Роман Михайлович
50. Козачук Антон Анатолійович
51. Козачук Максим Ігорович
52. Козел Олександр Григорович
53. Козелець Віталій Павлович
54. Козенко Олександр Сергійович
55. Козерський Андрій Олександрович
56. Козинський Андрій[49]
57. Козинський Фелікс Юзефович
58. Козир Сергій Вікторович
59. Козирєв Леонід Вікторович
60. Козирка Андрій Віталійович
61. Козичко Роман Іванович
62. Козій Артем Євгенович
63. Козіков Іван Васильович
64. Козін Василь Вікторович
65. Козіровський Олександр Вікторович
66. Козіцин Микола Іванович
67. Козіцін Роман Юрійович[50]
68. Козлишин Тарас Миколайович
69. Козлов Василь Борисович[51]
70. Козлов Володимир Володимирович
71. Козлов Микола Володимирович
72. Козлов Михайло Віталійович
73. Козлов Юрій Вікторович
74. Козловець Едуард Валерійович
75. Козловець Микола Миколайович
76. Козловський Анатолій Васильович
77. Козловський Андрій Романович
78. Козловський Володимир Ігорович
79. Козлов Євгеній Юрійович
80. Козловський Олег Олександрович
81. Козловський Олександр Миколайович (український військовик)
82. Козловський Олексій Васильович
83. Козлюк Валентин Купріянович
84. Кознюк Мирослав Михайлович
85. Козолій Олександр Володимирович
86. Козорог Максим Олексійович
87. Козороз Леонід Едуардович
88. Козуб Дмитро Ігорович
89. Козуб Ярослав Віталійович
90. Козубенко Володимир Анатолійович
91. Козубенко Ігор Сергійович
92. Козубець Володимир Олександрович
93. Козченко Владислав Ігорович
94. Козюбчик Андрій Михайлович
95. Козюра Віталій Володимирович
96. Козюра Олександр Дмитрович[52]
97. Козяровський Сергій Володимирович
98. Козьма Денис Петрович
99. Койляк Олег Володимирович
100. Кока Микола Григорович
101. Коканов Сергій Васильович
102. Кокодиняк Ігор Ігорович
103. Кокошко Віталій[53]
104. Кокуленко Олег Станіславович
105. Кокурін Сергій Вікторович
106. Колбасинський Артем[54]
107. Колбасін Олексій Володимирович
108. Колбасов Максим[55]
109. Колдунов Єгор Олександрович
110. Колейник Семен Андрійович
111. Колесник Андрій Михайлович
112. Колесник Віталій Павлович
113. Колесник Віталій Павлович
114. Колесник Віталій Сергійович
115. Колесник Павло Ігорович
116. Колесник Юрій Олександрович
117. Колесников Павло Олександрович
118. Колесніков Анатолій Дмитрович[56]
119. Колесніков Олег Павлович
120. Колесніков Олександр Геннадійович
121. Євген Колесніченко
122. Колесніченко Ігор Андрійович
123. Колесніченко Ігор Костянтинович
124. Колесніченко Сергій Володимирович
125. Колесніченко Юрій Іванович
126. Колеша Володимир Анатолійович
127. Колєснік Віталій Миколайович
128. Колєсніков Дмитро Вадимович
129. Колєсніченко Анатолій Анатолійович
130. Колібабчук Дмитро Миколайович
131. Колівошко Олександр Володимирович
132. Колісник Андрій Володимирович
133. Колісник Віталій Валентинович
134. Колісник Дан Вікторович
135. Колісник Микита Станіславович
136. Колісник Олег Сергійович
137. Колісниченко Євген Анатолійович
138. Колісніченко Станіслав Володимирович
139. Колмиков Роман Юрійович
140. Колодєєв Ілля Вікторович
141. Колодєзєв Єгор[57]
142. Колодинський Владислав Сергійович
143. Колодій Едуард Петрович
144. Колодій Зеновій Іванович
145. Колодій Петро Володимирович
146. Колодій Сергій Володимирович
147. Колодяжний Олег Сергійович
148. Колодяжний Олександр Леонідович
149. Колодяжний Руслан Григорович
150. Коломієць Анна Віталіївна
151. Колодязний Андрій Олегович
152. Коломієць Антон Васильович
153. Коломієць Богдан Олександрович
154. Коломієць Віталій Валентинович
155. Коломієць Віталій Олегович
156. Коломієць Дмитро Валерійович
157. Коломієць Ігор Петрович
158. Коломієць Михайло Володимирович
159. Коломієць Олександр Васильович
160. Коломієць Олександр Олександрович
161. Коломієць Федір Федорович
162. Коломін Дмитро Анатолійович
163. Колос Олександр Олександрович
164. Колосінська Ніна Миколаївна
165. Колосовський Микола Миколайович
166. Колосовський Микола Сергійович
167. Колот Микола Миколайович
168. Колотаєв Сергій Вікторович
169. Колотвін Олександр Вікторович
170. Колотило Олександр Ілліч
171. Колотов Микола Павлович
172. Колтун Володимир Михайлович
173. Колтун Тарас Петрович
174. Кольченко Євген Дмитрович
175. Коляда Анатолій Юрійович
176. Коляда Віктор Миколайович
177. Коляда Дмитро Степанович
178. Коляда Павло Петрович
179. Коляда Роман Зіновійович[58]
180. Колян Олексій Михайлович
181. Кольченко Євген Дмитрович
182. Коман Михайло Юрійович
183. Комар В'ячеслав Степанович
184. Комар Денис Анатолійович
185. Комар Юрій Ігорович
186. Комар Владислав Анатолійович
187. Комаристий Андрій Валерійович
188. Комарницький Тарас Іванович
189. Комаров Ігор Олексійович
190. Комаров Максим Анатолійович
191. Комаров Олексій Миколайович
192. Комашко Максим Андрійович
193. Комендат Максим Володимирович
194. Комиз Олег Юрійович
195. Комишев Павло Станіславович
196. Комісар Володимир Юрійович
197. Комісар Олексій Вікторович
198. Комісаренко Богдан Сергійович
199. Комісаров Максим Володимирович
200. Комонюк Віталій Сергійович
201. Компанієць Богдан Вікторович
202. Компанієць Євгеній Костянтинович
203. Ком'яков Владислав Валерійович
204. Кондаков Олександр Володимирович
205. Кондель Данііл Олексійович
206. Кондор Олег Романович
207. Кондракова Олександра Миколаївна
208. Кондрат Артем Валерійович
209. Кондрат Святослав Павлович
210. Кондратевич Ігор Миколайович
211. Кондратенко Василь Олексійович
212. Кондратенко Дмитро Іванович
213. Кондратенко Микола[59]
214. Кондратенко Михайло Юрійович
215. Кондратенко Олександр Анатолійович
216. Кондратенко Сергій Віталійович
217. Кондратьєв Михайло Юрійович
218. Кондратюк Валерій Віталійович
219. Кондратюк Ігор Олександрович
220. Кондратюк Максим Володимирович
221. Кондратюк Олександр Іванович
222. Кондратюк Олексій Вікторович
223. Кондратюк Олексій Володимирович
224. Кондратюк Руслан Васильович
225. Кондратюк Юрій Володимирович
226. Кондратюк Юрій Сергійович
227. Кондратюк Ярослав Сергійович
228. Кондрахін Юрій Анатолійович
229. Кондрашенко Микола[30]
230. Кондрашов Євгеній Сергійович
231. Кондрух Андрій Леонідович
232. Коненко Олексій Андрійович
233. Конет Василь Іванович
234. Конєв Сергій Юрійович
235. Конов В'ячеслав Віталійович
236. Коновал Олег Григорович
237. Коновал Сергій Сергійович
238. Коновалов Андрій Ігорович
239. Коновалов Володимир Володимирович
240. Коновалов Максим Валерійович
241. Коновалов Олег Петрович
242. Коновалов Олексій Ігорович
243. Коновалов Сергій Миколайович
244. Коновалов Сергій Олегович
245. Коновалов Юрій Іванович
246. Коновод Юрій Миколайович
247. Кононенко Віталій Олександрович
248. Кононенко Дмитро Павлович
249. Кононенко Євген Анатолійович
250. Кононенко Олександр Володимирович
251. Кононенко Олександр Іванович
252. Кононніков Володимир Олександрович
253. Кононко Сергій Олександрович
254. Кононович Іван Миколайович
255. Конопацький Сергій Васильович
256. Коноплев Павло Костянтинович
257. Коноплич Максим Володимирович
258. Конопльов Андрій Анатолійович
259. Конотовський Віталій Петрович
260. Конотопський Ігор Богданович
261. Коношенко Руслан Сергійович
262. Константинович Віктор Володимирович
263. Контаренко Володимир Володимирович[60]
264. Кончевич Тарас Григорович
265. Коншин Дмитро Геннадійович
266. Коняга Віталій Володимирович
267. Коняга Володимир Анатолійович
268. Конюша Руслан Сергійович

## Коп— Кош
1. Копальчик Сергій[61]
2. Копанішин Костянтин Богданович
3. Копанчук Олександр Анатолійович
4. Копань Василь Юрійович
5. Копилов Сергій Миколайович
6. Копитов Владислав В'ячеславович
7. Копиця Олександр Вікторович
8. Копотун Євгеній Володимирович
9. Коптєв Олексій Васильович
10. Копус Олександр Олегович
11. Копча Анатолій[62]
12. Копча Василь Михайлович
13. Копчатов Богдан Григорович
14. Корабльов Андрій Віталійович
15. Корвацький Роман Ігорович
16. Кордабньов Володимир Олександрович
17. Кордіяка Володимир Леонович
18. Кордюк Василь Васильович
19. Коренга Анатолій Михайлович
20. Коренівський Віктор Анатолійович
21. Коренівський Сергій Петрович
22. Коренченко Олег Володимирович
23. Коренчук Валентин Іванович
24. Кореньовський Василь Петрович
25. Коренюк Роман Михайлович
26. Корець Роман Миколайович
27. Корешков Олексій Миколайович
28. Корж Владислав Петрович
29. Корж Олександр Олександрович
30. Корж Сергій Миколайович
31. Коржан Микола Михайлович
32. Коржан Олександр Іванович
33. Корженко Вадим Вікторович
34. Корженко Дмитро Юрійович
35. Коржов Ісус-Назар Андрійович
36. Коржов Олександр Юрійович
37. Коржовський Олег Владиславович
38. Корзун Роман Анатолійович
39. Корицький Олександр Васильович[63]
40. Корінний Вадим Васильович
41. Корінь Руслан Богданович
42. Коріньков Олександр Олександрович
43. Корма Віктор Павлович
44. Кормашов Олександр Володимирович
45. Кормич Володимир Вікторович
46. Корнафель Євген Вадимович
47. Корнач Сергій Сергійович
48. Корнелюк Богдан Олександрович
49. Корнелюк Павло Володимирович
50. Корнеляк Богдан Зіновійович
51. Корнецький Сергій Григорович
52. Корнєв Андрій Миколайович
53. Корнєв Артем Ігорович
54. Корнєв Володимир Вікторович
55. Корнєєв Петро Володимирович
56. Корнієнко Антон Миколайович
57. Корнієнко Євген Анатолійович
58. Корнієнко Олег Миколайович
59. Корнієць Володимир Володимирович
60. Корнієцький Артем Валерійович
61. Корній Станіслав Семенович
62. Корнійко Олександр Сергійович
63. Корнійчук Богдан Сергійович
64. Корнійчук Владислав Юрійович
65. Корнійчук Іван Миколайович
66. Корнійчук Олександр Вікторович
67. Корнійчук Сергій Петрович
68. Корніюк Артем Петрович
69. Коробейник Василь Геннадійович
70. Коробейник Сергій Олексійович
71. Коробенков Олексій Олександрович
72. Коробіцин Руслан Юрійович
73. Коробка Андрій Григорович
74. Коробка Антон Володимирович
75. Коробка Володимир Вікторович
76. Коробка Костянтин Сергійович
77. Коробко Дмитро Миколайович
78. Коробцов Сергій Олександрович
79. Коровкін Вадим Андрійович
80. Коровний Олександр Олександрович[15]
81. Коровченко Денис Володимирович
82. Коровчук Петро Петрович
83. Коровяковський Віталій Леонідович
84. Королівський Василь Ярославович
85. Король Віктор Сергійович
86. Король Віктор[64]
87. Король Віталій Вікторович
88. Король Віталій Сергійович
89. Король Петро Олексійович
90. Король Сергій Володимирович
91. Король Юрій Васильович
92. Королько Микола Петрович
93. Корольов Владислав Володимирович
94. Корольов Олександр Андрійович
95. Корольчук Сергій Васильович
96. Королюк Андрій Петрович
97. Коронський Любомир Анатолійович
98. Короп Георгій[65]
99. Коросташ Володимир Васильович
100. Коростельов Євген Володимирович
101. Коростинський Олександр Віталійович
102. Корота Євген Миколайович
103. Короткий Анатолій Михайлович
104. Короткий Ігор Олегович
105. Коротченко Олексій Олегович
106. Коротченко Сергій Валентинович
107. Коротя Володимир Геннадійович
108. Корпан Олександр Богданович
109. Корсун Сергій Петрович
110. Корсунов Юрій Миколайович
111. Коршик Олексій Станіславович
112. Корчак Артем Сергійович
113. Корчак Мар'ян Іванович
114. Корчак Олег Анатолійович
115. Корчинський Дмитро Олександрович
116. Корчинський Олександр Сергійович
117. Корчовний Роман Михайлович
118. Коршок Віктор Миколайович
119. Коряк Василь Вікторович
120. Коряк Дмитро Володимирович
121. Корячко Дмитро Олександрович
122. Косар Лілія Ігорівна
123. Косаренко Сергій Володимирович
124. Косарик Євгеній Петрович
125. Косач Сергій Михайлович
126. Косенко Василь Сергійович
127. Косенко Владислав Васильович
128. Косенко Максим Анатолійович
129. Косенко Роман Миколайович
130. Косенко Сергій Анатолійович
131. Косик Сергій Миронович
132. Косік Сергій Миколайович
133. Косіковський Ігор Васильович
134. Коснар Павло Леонідович
135. Косов Олександр Володимирович
136. Косован Сергій Сергійович
137. Косовський Василь Сергійович
138. Косовчич Юрій Іванович
139. Косолапов Олександр Володимирович
140. Косташик Олексій Олексійович
141. Костенецький Андрій Ігорович[66]
142. Костенко Андрій Михайлович
143. Костенко Артем Володимирович
144. Костенко Віталій Михайлович
145. Костенко Володимир Миколайович
146. Костенко Володимир Сергійович
147. Костенко Денис Петрович
148. Костенко Діонісій Анатолійович
149. Костенко Ігор Станіславович
150. Костенко Костянтин Олегович
151. Костенко Олександр Володимирович
152. Костенко Сергій Михайлович
153. Костенко Сергій Олександрович
154. Костенюк Дмитро Степанович
155. Костеров Ігор Олегович[67]
156. Костецький Дмитро Іванович
157. Корецький Костянтин Вікторович
158. Костина Олександр Віталійович
159. Костирка Олександр Юрійович
160. Костирко Андрій Іванович
161. Костишин Владислав Анатолійович
162. Костишин Юрій
163. Костишин Ярослав Мирославович
164. Костів Василь Романович
165. Костів Василь Олексійович
166. Костів Юрій Миронович
167. Костінов Олег Йосипович
168. Костріченко Олег Володимирович
169. Кострубський Олександр Васильович
170. Кость Антон Валерійович
171. Кость Ярослав Васильович
172. Костюк Віталій Валерійович
173. Костюк Володимир Миколайович
174. Костюк Євген Віталійович
175. Костюк Костянтин Костянтинович
176. Костюк Микола Сергійович
177. Костюк Олег Олександрович
178. Костюк Олег Петрович
179. Костюк Павло Юрійович
180. Костюк Роман Анатолійович
181. Костюченко Андрій Миколайович
182. Костюченко Артур Іванович
183. Костюченко Олександр Андрійович
184. Костюченко Сергій Миколайович
185. Костюченко Юрій Миколайович
186. Костюшко Олександр Миколайович
187. Косюга Олександр Миколайович
188. Косюга Олександр Сергійович
189. Косяк Артем Вікторович
190. Косянчук Олег Анатолійович
191. Кот Володимир Володимирович
192. Котвалюк Євген Олегович
193. Котвіцький Володимир Вікторович
194. Котвіцький Руслан Ростиславович
195. Котельников Герман В'ячеславович
196. Котельчук Михайло Володимирович
197. Котенко Артем Миколайович
198. Котенко Артем Павлович
199. Котенко Валерій Юрійович[14]
200. Котенко Денис Валерійович
201. Котенко Олександр Леонідович
202. Котенко Павло Ігорович
203. Котенко Павло Миколайович
204. Котенко Сергій Леонідович
205. Котєшевський Дмитро Іванович
206. Котик Олексій Данилович
207. Котинін Олександр Володимирович
208. Котік Олександр Франкович
209. Котіков Ігор Анатолійович[30]
210. Котлик В'ячеслав Юрійович
211. Котляр Ігор Олегович
212. Котов Євген Михайлович
213. Котов Ілля Ігорович
214. Котов Олександр Олександрович (військовик)
215. Котовенко Андрій Сергійович
216. Котовий Сергій Феліксович
217. Котович Артур Васильович
218. Котович Сергій Григорович
219. Котруц Олександр Юрійович
220. Котузяк Федір Степанович
221. Котюжинський Олександр Володимирович
222. Котюх Роман Миколайович
223. Кофель Денис Анатолійович
224. Кофтунов Вадим[68]
225. Коханий Артем Миколайович
226. Коханівський Микола Миколайович
227. Кохановський Станіслав Володимирович
228. Коханський Володимир Михайлович
229. Коханський Сергій Вікторович
230. Коцар Іван Юрійович
231. Коцик Андрій Михайлович
232. Коцовський Віталій Володимирович
233. Коцуконь Олександр Олександрович
234. Коцурський Олександр Ярославович
235. Коцюба Олег Миколайович
236. Коцюбайло Дмитро Іванович
237. Коцюбинський Ігор Юлійович
238. Коцюбинський Олександр
239. Коцюк Руслан Володимирович
240. Коцюрба Олексій Володимирович
241. Коцяр Ігор Олександрович
242. Коченко Максим Ігорович
243. Кочерга Вадим Анатолійович
244. Кочержат Іван Омелянович
245. Кочерженко Максим Олексійович
246. Кочетков Дмитро Олександрович
247. Кочетков-Сукач Володимир Вячеславович
248. Кочетов Олексій Анатолійович
249. Кочетов Сергій Вікторович
250. Кочило Євген Омелянович
251. Кочубей Денис Миколайович
252. Кочубей Павло Михайлович
253. Кочуланов Олег Ігорович
254. Кочура Максим Дмитрович
255. Кочура Максим Юрійович
256. Кочура Олег Анатолійович
257. Кошевенко Віталій Васильович
258. Кошелев Василь Володимирович
259. Кошелєв Павло Валерійович
260. Кошечкін Олег Володимирович
261. Кошик Іван Володимирович
262. Кошка Дмитро Олександрович
263. Кошкош Максим Сергійович[69]
264. Кошмал Сергій Станіславович
265. Кошман Володимир Миколайович
266. Кошовець Андрій Віталійович
267. Кошовий Руслан Володимирович
268. Кошовський Юрій Андрійович
269. Кошулинський Руслан Володимирович
270. Кошурко Андрій Васильович

## Кра— Куд
1. Кравець Андрій Анатолійович
2. Кравець Євген Володимирович
3. Кравець Олег Анатолійович
4. Кравець Руслан Сергійович
5. Кравс Михайло Андрійович
6. Кривцов Максим Олександрович
7. Кравцов Микита Сергійович[70]
8. Кравцов Олександр Олександрович
9. Кравцов Олександр Юрійович
10. Кравцов Роман Анатолійович
11. Кравченко Андрій Анатолійович
12. Кравченко Андрій Іванович
13. Кравченко Віталій Миколайович
14. Кравченко Віталій Олегович
15. Кравченко Володимир Анатолійович
16. Кравченко Геннадій Миколайович
17. Кравченко Євген Анатолійович
18. Кравченко Антон Миколайович
19. Кравченко Артур Андрійович
20. Кравченко Валерій Миколайович
21. Кравченко Василь Сергійович
22. Кравченко Володимир Васильович
23. Кравченко Євгеній Михайлович
24. Кравченко Іван[62]
25. Кравченко Ігор Григорович
26. Кравченко Ігор Олексійович
27. Кравченко Леонід Миколайович
28. Кравченко Микита Дмитрович
29. Кравченко Олег Вікторович
30. Кравченко Олег Іванович
31. Кравченко Олег Анатолійович
32. Кравченко Олександр Анатолійович
33. Кравченко Олександр Вікторович
34. Кравченко Олександр Дмитрович
35. Кравченко Олексій Васильович
36. Кравченко Олексій Миколайович
37. Кравченко Павло Станіславович
38. Кравченко Сергій Вікторович
39. Кравченко Сергій Миколайович
40. Кравченко Станіслав Андрійович
41. Кравченко Юрій Вікторович
42. Кравченко Юрій Володимирович
43. Кравченко Юрій Ростиславович
44. Кравчик Євген Віталійович
45. Кравчук Анастасія[71]
46. Кравчук Андрій Богданович
47. Кравчук Вадим Янович
48. Кравчук Віталій Вікторович
49. Кравчук Володимир Сергійович
50. Кравчук Володимир Сергійович (майор)
51. Кравчук В'ячеслав Васильович
52. Кравчук Дем'ян Олексійович
53. Кравчук Людмила Петрівна
54. Кравчук Максим Ігорович
55. Кравчук Максим Леонідович
56. Кравчук Назар Ігорович
57. Кравчук Сергій Юрійович[72]
58. Кравчук Юрій Васильович
59. Крадожон Роман Павлович
60. Краковецький Роман Васильович
61. Крамар Дмитро Валерійович
62. Крамаренко Ярослав Васильович
63. Крамський Семен Володимирович
64. Красевич Антон Павлович
65. Красильніков Юрій Миколайович
66. Красний Станіслав[73]
67. Красніков Ігор[26]
68. Красноармєйський Юрій Леонідович
69. Краснобриж Ігор Віталійович
70. Краснов Олександр Вікторович[джерело?]
71. Краснов Станіслав Олександрович
72. Красновський Сергій Борисович
73. Красноголовець Костянтин Анатолійович
74. Красноголовець Олександр Олександрович
75. Красногрудь Дмитро Анатолійович
76. Красножон Андрій Миколайович
77. Красножон Олександр Іванович
78. Краснокутський Євген Олексійович
79. Краснолуцький Владислав Миколайович
80. Краснопольський Іван Володимирович
81. Краснощоко Дмитро Іванович
82. Краснюк Віталій Миколайович
83. Краснян Валерій Іванович
84. Краснянчин Олександр Анатолійович
85. Красов Дмитро Володимирович
86. Красовський Віталій Геннадійович
87. Красовський Руслан Борисович
88. Красота Володимир Олексійович
89. Красотін Михайло Леонідович
90. Красуцький Євген Казимирович
91. Красуцький Ярослав Броніславович
92. Кратко Роман Зіновійович
93. Крашевський Володимир Казимирович
94. Кревогубець Ярослав Іванович
95. Кремезь Олександр Михайлович
96. Крементар Олексій Володимирович
97. Крепець Леонід Петрович
98. Крепський Віктор Олегович
99. Кресан Володимир Олександрович
100. Креховецький Михайло Михайлович
101. Кривальчук Іван Анатолійович
102. Кривда Сергій Вікторович
103. Кривельський Олексій Вікторович
104. Кривенко Віталій Віталійович[74]
105. Кривенко Денис Вікторович
106. Кривенко Максим Ігорович
107. Кривий Артем Валерійович
108. Кривий Денис Олександрович
109. Кривий Олександр Володимирович
110. Кривий Олександр Федорович
111. Кривий Олексій Ігорович
112. Кривіцький Валерій Миколайович[75]
113. Кривицький Роман Олександрович
114. Кривич Андрій Андрійович
115. Кривич Ігор Валентинович
116. Кривич Леонід Вікторович
117. Кривлюк Роман Миколайович
118. Кривобок Юрій Петрович
119. Криволап Олександр Михайлович
120. Кривоніс Ярослава Василівна
121. Кривоножко Анатолій Миколайович
122. Кривонос Андрій[68]
123. Кривонос Сергій Григорович
124. Кривонос Станіслав Григорович
125. Кривоносов Іван Євгенович
126. Кривоносов Микола Вікторович
127. Кривоносов Павло Сергійович
128. Кривоносов Сергій Сергійович
129. Кривоплясов Аркадій Володимирович
130. Криворот Олександр Вадимович
131. Криворук Анатолій Михайлович
132. Криворученко Степан Гаврилович
133. Криворучка Тимур Юрійович
134. Криворучко Ігор Олегович
135. Криворучко Микола Миколайович
136. Криворучко Олександр Борисович
137. Кривоус Андрій Вікторович
138. Кривоцюк Олександр Петрович
139. Кривошеєв Сергій Ігорович
140. Кривошей Дмитро Михайлович
141. Кривошея Максим Сергійович
142. Кривошея Олег Володимирович
143. Кривсун Юрій Олександрович
144. Кривуля Сергій Вікторович
145. Кривущенко Павло Анатолійович
146. Кривцун Віктор Васильович
147. Крижан Віталій Іванович
148. Крижан Віталій Іванович
149. Крижанівський Володимир Васильович
150. Крижановський Андрій Валерійович
151. Крижановський Владислав Юрійович
152. Крижанський Володимир Олексійович
153. Крижній Артур Анатолійович
154. Крижук Дмитро Вікторович
155. Крикливий Ярослав Федорович
156. Крикун Олексій Ігорович
157. Крикун Сергій Костянтинович
158. Крикуненко Олександр Валерійович
159. Крикунов Євген Олександрович
160. Крилас Олег Сергійович[76]
161. Крилов Андрій Альфредович
162. Крилов Олександр Володимирович
163. Криль Антон Юрійович
164. Криль Степан Валерійович
165. Кримський Іван Степанович
166. Криничко Леонід Іванович
167. Кринін Максим Валерійович
168. Крисань Віталій Валентинович
169. Крисоватий Ігор Іванович
170. Кристюк Іван Васильович
171. Крисюк Андрій Вікторович
172. Крисько Сергій Васильович
173. Крицький Денис Леонідович
174. Кришталь Вадим Григорович
175. Кришталь Іван Іванович
176. Криштопов Петро Миколайович
177. Криштун Геннадій Ігорович
178. Криштун Ігор Леонідович
179. Крищенко Андрій Євгенович
180. Крищенко Михайло Михайлович
181. Крищук Василь Юрійович
182. Крівіцин Руслан Михайлович
183. Крівченко Сергій Федорович
184. Кріль Мирослав Петрович
185. Кріль Назарій Романович
186. Кріулін Владислав Петрович
187. Кройтор Сергій Леонідович
188. Кройтор Сергій Миронович
189. Кроковець Олександр Володимирович
190. Крокосенко Олександр Анатолійович
191. Кроткіх Ігор Львович[77]
192. Крохмальний Роман Романович
193. Кромпляс Олесь
194. Кротевич Богдан Олександрович
195. Кротов Сергій Юрійович
196. Крохмаль Володимир Антонович
197. Крохмаль Назар Іванович
198. Кругліков Юрій Олександрович
199. Круглов Андрій Миколайович
200. Круглов Володимир Володимирович
201. Кругляк Віталій Іванович
202. Кружаєв Євген[78]
203. Крук Віталій Миколайович
204. Крук Олександр Олександрович
205. Круковський Дмитро Віталійович
206. Крупа Любомир Левкович
207. Крупач Тарас Романович
208. Крупін Олексій[79]
209. Крупка Назар Олександрович
210. Крупко Юрій Юрійович
211. Крупніцький Богдан Васильович[80]
212. Крупський Богдан Олегович
213. Крупський Володимир (1992—2024) — військовослужбовець ГУР МОУ[81]
214. Крупський Володимир Володимирович (1970—2019) — військовослужбовець 72 ОМБр[82].
215. Крутий Віталій[83]
216. Крутовська Ольга Анатоліївна
217. Крутофіст Віталій Іванович
218. Крутько Роман Іванович
219. Крученко Олександра Сергіївна
220. Крученов Олександр Петрович
221. Крушановський Олександр Іванович
222. Крюков Олександр Вікторович
223. Крючкін Олексій Сергійович
224. Крючков Віктор Леонідович
225. Крячко Карина Володимирівна[70]
226. Крячко Олександр Іванович
227. Ксеневич Владислав Іванович
228. Ксенофонтов Дмитро Іванович
229. Куба Василь Тарасович
230. Кубай Роман Анатолійович
231. Кубишкін Роман
232. Кубійович Тарас Степанович
233. Кубрак В'ячеслав Анатолійович
234. Кубрик Володимир Анатолійович
235. Кугмер Микола[84]
236. Кугук Євген Іванович
237. Кудабеков Андрій Зейнуллович
238. Куденьчук Іван Миколайович
239. Кудимов Сергій Михайлович
240. Кудінов Максим Віталійович
241. Кудінов Олексій Костянтинович
242. Кудінова Лілія Сергіївна
243. Кудреватих Володимир Володимирович
244. Кудренко Олег Васильович
245. Кудря Микола Сергійович
246. Кудрявцев Олександр Олександрович
247. Кудрявцев Олексій Миколайович
248. Кудряшов Родіон Олегович
249. Кудь Олександр Валерійович

## Куж— Кяг
1. Кужелев Дмитро Вікторович
2. Кужелівський Владислав Сергійович
3. Кужелюк Сергій Анатолійович
4. Кужольний Роман Юрійович
5. Куз Сергій Миколайович
6. Кузенков Олександр Юрійович
7. Кузик Анатолій Валентинович
8. Кузик Петро Миколайович
9. Кузів Максим Петрович[85]
10. Кузів Михайло Ярославович
11. Кузів Роман Михайлович
12. Кузін Ігор Михайлович
13. Кузін Роман Сергійович
14. Кузнец Володимир[86]
15. Кузьмін Тарас Леонідович
16. Кузнецов Андрій Іванович
17. Кузнецов Антон Олександрович
18. Кузнецов Сергій Валерійович
19. Кузнєцов Андрій Сергійович
20. Кузнєцов Віталій Андрійович
21. Кузнєцов В'ячеслав Михайлович
22. Кузнєцов Владислав Олексійович
23. Кузнєцов Геннадій Іванович
24. Кузнєцов Денис Анатолійович
25. Кузнєцов Ігор Русланович
26. Кузнєцова Наталія Валеріївна
27. Кузніцов Михайло Анатолійович
28. Кузурман Емілія Зіяддинівна
29. Кузьма Микола Володимирович
30. Кузьменко Віктор Іванович
31. Кузьменко Віталій Михайлович
32. Кузьменко Дмитро Вікторович
33. Кузьменко Дмитро Павлович
34. Кузьменко Іван Миколайович
35. Кузьменко Костянтин Олегович
36. Кузьменко Олег Петрович
37. Кузьменко Олександр Васильович
38. Кузьменко Олександр Олександрович
39. Кузьменко Олександр Сергійович (військовик)
40. Кузьменко Олександр Юрійович
41. Кузьменко Олексій Миколайович[87][88]
42. Кузьменко Сергій Леонідович (військовик)
43. Кузьменко Сергій Миколайович
44. Кузьменко Юрій Вікторович
45. Кузьмин Василь Миколайович
46. Кузьминич Ілля Володимирович
47. Кузьмич Олександр Миколайович
48. Кузьмич Ростислав Ігорович[89]
49. Кузьмич Сергій Михайлович
50. Кузьмін Віктор В'ячеславович
51. Кузьмін Віталій Володимирович
52. Кузьмін Дмитро Вікторович
53. Кузьмін Дмитро Володимирович (військовик)
54. Кузьмін Євген Сергійович
55. Кузьмін Любомир Ігорович
56. Кузьмін Максим Сергійович
57. Кузьмін Роман Володимирович
58. Кузьміних Олег Володимирович
59. Кузьмінов Валерій Володимирович
60. Кузьмінський Іван Юрійович
61. Кузьмінський Олександр Людвігович
62. Кузьмін Олександр Сергійович
63. Кузяков Артем Володимирович
64. Кукла Василь Петрович
65. Кукса В'ячеслав Валентинович
66. Кукса Олег Володимирович
67. Кукса Роман Євгенович
68. Куксенко Сергій Валентинович
69. Кукуєв Юрій Володимирович
70. Кукул Роман Дмитрович
71. Кукуляк Тарас Володимирович
72. Кукурба Олександр Васильович
73. Кукурудза Дмитро Станіславович
74. Кукурудзяк Діана Романівна
75. Кулагін Родіон Анатолійович
76. Кулай Олександр Дмитрович
77. Кулак Артем Ярославович
78. Кулакевич Станіслав Андрійович
79. Кулаковський Олег Анатолійович
80. Куленко Олексій Валентинович
81. Кулеша Роман Мирославович
82. Кулєба Тарас Степанович
83. Кулигін Олег Борисович
84. Кулик Вадим Анатолійович
85. Кулик Василь Петрович
86. Кулик Віталій Романович
87. Кулик Олександр Васильович (тренер)
88. Кулик Сергій Григорович
89. Кулик Роман Романович[90]
90. Кулик Степан[91]
91. Кулик Тарас Анатолійович
92. Куликівський Анатолій Сергійович
93. Куликов Веніамін Сергійович
94. Куликов Дмитро Олександрович
95. Куликов Дмитро Олексійович
96. Куликов Олексій Володимирович
97. Кулиненко Олег Сергійович
98. Кулинич Євген Васильович
99. Кулібаба Євген Леонідович
100. Кулібаба Руслан Миколайович
101. Кулібаба-Бухов Віктор Анатолійович
102. Кулій Валентин Іванович
103. Кулій Олександр Петрович
104. Куліков Денис Дмитрович
105. Куліков Сергій Станіславович
106. Куліковський Ігор Євгенійович
107. Куліковський Сергій Вікторович
108. Куліненко Вячеслав Олексійович
109. Кулінич Анатолій Володимирович
110. Кулініч Андрій Григорович
111. Кулініч Ігор Іванович
112. Куліченко Володимир Миколайович
113. Куліш Дмитро Олександрович
114. Куліш Іван Володимирович
115. Куліш Юрій Олександрович
116. Кулішов Олексій Олегович
117. Кулька Руслан Миколайович
118. Кульчицький Дмитро Володимирович
119. Куля Михайло Васильович
120. Кулягін Андрій Олександрович
121. Кулька Руслан Михайлович
122. Кульков Сергій Олександрович[92]
123. Кульов Віктор Сергійович
124. Кульчицький Сергій Петрович
125. Кумановський Віктор Анатолійович
126. Кумецький Віктор Володимирович
127. Кунденко Володимир Іванович
128. Куницька Анастасія Володимирівна
129. Куніцький Василь Станіславович
130. Кунтий Євген Олександрович
131. Кунтишев Сергій Сергійович
132. Купа Олександр Сергійович
133. Куповець Олександр Сергійович
134. Купрєєв Юрій Олександрович
135. Купрієць Олександр Борисович
136. Купрійчук Максим Анатолійович
137. Купріков Олексій Миколайович
138. Купріненко Олександр Володимирович
139. Купріянов Андрій Олександрович
140. Купріянов Дмитро Анатолійович
141. Купченко Олексій Миколайович
142. Купчишин Степан Васильович
143. Куракін Іван Володимирович
144. Кураленя Ярослав[93]
145. Курамшин Наіль Ільдарович
146. Курасов Євгеній Олександрович
147. Куратченко Михайло Вітальович
148. Курах Михайло Дмитрович
149. Кураш Євгеній Юрійович
150. Курач Валерій Адамович
151. Курач Ігор Михайлович
152. Курбатов Вадим Михайлович
153. Курбатов Тихон Олександрович
154. Курган Степан Омелянович
155. Курдов Василь Миколайович
156. Курик Микола Володимирович
157. Куриленко Віталій Вікторович
158. Куриленко Володимир Юрійович
159. Куриленко Дмитро Олександрович
160. Куриленко Олег Андрійович
161. Куриленко Сергій Андрійович
162. Курилко Сергій Вікторович
163. Курило Сергій Володимирович
164. Курилович Віталій Іванович
165. Курильчик Микола Сергійович
166. Куришко Ярослав Русланович
167. Курінний Вячеслав Васильович
168. Курінний Євген Олександрович
169. Курко Валерій Бориславович
170. Курманенко Сергій Олександрович
171. Курмашев Олексій Васильович
172. Курнат Володимир Іванович
173. Курносенко Микола Юрійович
174. Куровський Юрій Геннадійович
175. Куропатенко Максим Сергійович
176. Куроп'ятник Віктор Миколайович
177. Курочка Анатолій Михайлович
178. Курочка Андрій Євгенович
179. Курочка Микола Олександрович
180. Курочкін В'ячеслав Борисович[94]
181. Курочко Артем Михайлович
182. Куртаніч Фелікс Валерійович
183. Куруляк Руслан Геннадійович
184. Курука Сергій Іванович
185. Курченко Володимир Сергійович
186. Куршаков Сергій Володимирович
187. Кур'янов Сергій Миколайович
188. Курята Іван Євгенович
189. Курячий Анатолій Сергійович
190. Куслій Олег Григорович
191. Куснєж Анатолій Франкевич
192. Кусяк Михайло Володимирович
193. Кутелія Іраклій Рубенович
194. Кутепов Юрій Андрійович
195. Кутинський Дмитро Володимирович
196. Кутишенко Олексій Васильович
197. Кутний Тарас Олегович
198. Кутішевська Людмила Русланівна
199. Кутія Енвер Сервійович
200. Кутній Олександр Вікторович
201. Кутовий Артур Сергійович
202. Кутовий Вадим Борисович
203. Кутузакій Олександр Сергійович
204. Кухар Богдан Дмитрович (1986—2022), народився в селі Горбаків, капітан ЗСУ, позивний Буря, загинув 27.08.2022 р. у бою в районі м. Мар'їнка Донецької області[24].
205. Кухаренко Семен Вадимович
206. Кухарчук Дмитро Васильович
207. Кухтін В'ячеслав Олександрович
208. Куц Валерій Васильович
209. Куц Віталій Володимирович
210. Куц Геннадій Володимирович
211. Куц Євген Олександрович
212. Куц Олександр Миколайович
213. Куцевол Анатолій Віталійович
214. Куценко Андрій[95]
215. Куценко Дмитро Олександрович
216. Куценко Микола Олегович
217. Куценко Олег Юрійович
218. Куценко Олексій Олександрович
219. Куценко Сергій Вікторович
220. Куценко Сергій Іванович
221. Куценов Олександр Сергійович
222. Куций Іван Русланович
223. Куций Станіслав Іванович
224. Куцик Володимир Анатолійович
225. Куцин Олег Іванович
226. Куций Юрій Миколайович (військовий)
227. Куцин Юрій Федорович
228. Куцій Василь Володимирович
229. Куцмай Вячеслав Васильович
230. Куцопал Володимир Миколайович
231. Куць Михайло Михайлович
232. Куцько Владислав Сергійович
233. Кучак Віталій Антонович
234. Кучер Богдан Максимович
235. Кучер Валерій Анатолійович
236. Кучер Георгій Петрович
237. Кучер Микола Миколайович
238. Кучер Олег Олексійович
239. Кучеренко Андрій Аркадійович
240. Кучеренко Андрій Ігорович
241. Кучеренко Валерій Віталійович
242. Кучеренко Віктор Геннадійович
243. Кучеренко Владислав Ігорович
244. Кучеренко Володимир Вікторович[96]
245. Кучеренко Олександр Миколайович
246. Кучеренко Сергій Віталійович
247. Кучеренко Сергій Євгенович[89]
248. Кучерік Юрій[97]
249. Кучеров Віталій Петрович
250. Кучеров Іван Олексійович
251. Кучеровський Станіслав Сергійович
252. Кучерук Віталій Васильович
253. Кучерчук Дмитро Сергійович
254. Кучерявенко Олександр[98]
255. Кучерявий Анатолій Анатолійович
256. Кучерявий Віталій Вікторович
257. Кучерявий Сергій Васильович
258. Кучерявий Ян Степанович
259. Кучкін Олексій Вікторович
260. Кучкурда Павло Олексійович
261. Кучма Олександр Васильович
262. Кучма Роман Петрович[99]
263. Кучма Євгеній Васильович
264. Кучменко Єгор Андрійович
265. Кучменко Павло Васильович
266. Кучмій Іван Сергійович
267. Кучугурний Євгеній Володимирович
268. Кучук Віктор Васильович
269. Куш Богдан Михайлович
270. Кушіль Олександр Дмитрович
271. Кушковий Дмитро Михайлович
272. Кушнеренко Олександр Миколайович
273. Кушнір Альона Миколаївна
274. Кушнір Анастасія Валентинівна
275. Кушнір Анатолій Володимирович
276. Кушнір Віталій Михайлович
277. Кушнір Вячеслав Олексійович
278. Кушнір Дмитро Анатолійович
279. Кушнір Дмитро Володимирович
280. Кушнір Ігор Миколайович
281. Кушнір Микола Іванович
282. Кушнір Олег Володимирович
283. Кушнір Олег Сергійович
284. Кушнір Олександр Вікторович
285. Кушнір Сергій Олександрович
286. Кушнір Сергій Павлович
287. Кушнір Сергій Семенович
288. Кушнір Юрій Іванович
289. Кушнір Юрій Миколайович
290. Кушнірук В'ячеслав Геннадійович
291. Кушнірук Олександр Олександрович
292. Кушнірук Сергій Євгенович
293. Кушов Руслан Бахрікулович
294. Кушпет Тарас Ігорович
295. Кушпета Володимир Ярославович
296. Кущ Максим Володимирович
297. Кущ Сергій Вікторович
298. Кущенко Євген Віталійович
299. Кущик Андрій Олександрович
300. Кущик Артем Васильович
301. Кущик Віктор Вікторович
302. Кшевіцький Олександр Антонович
303. Кюз Максим Олегович
304. Кяго Олександр Миколайович